# Endre György

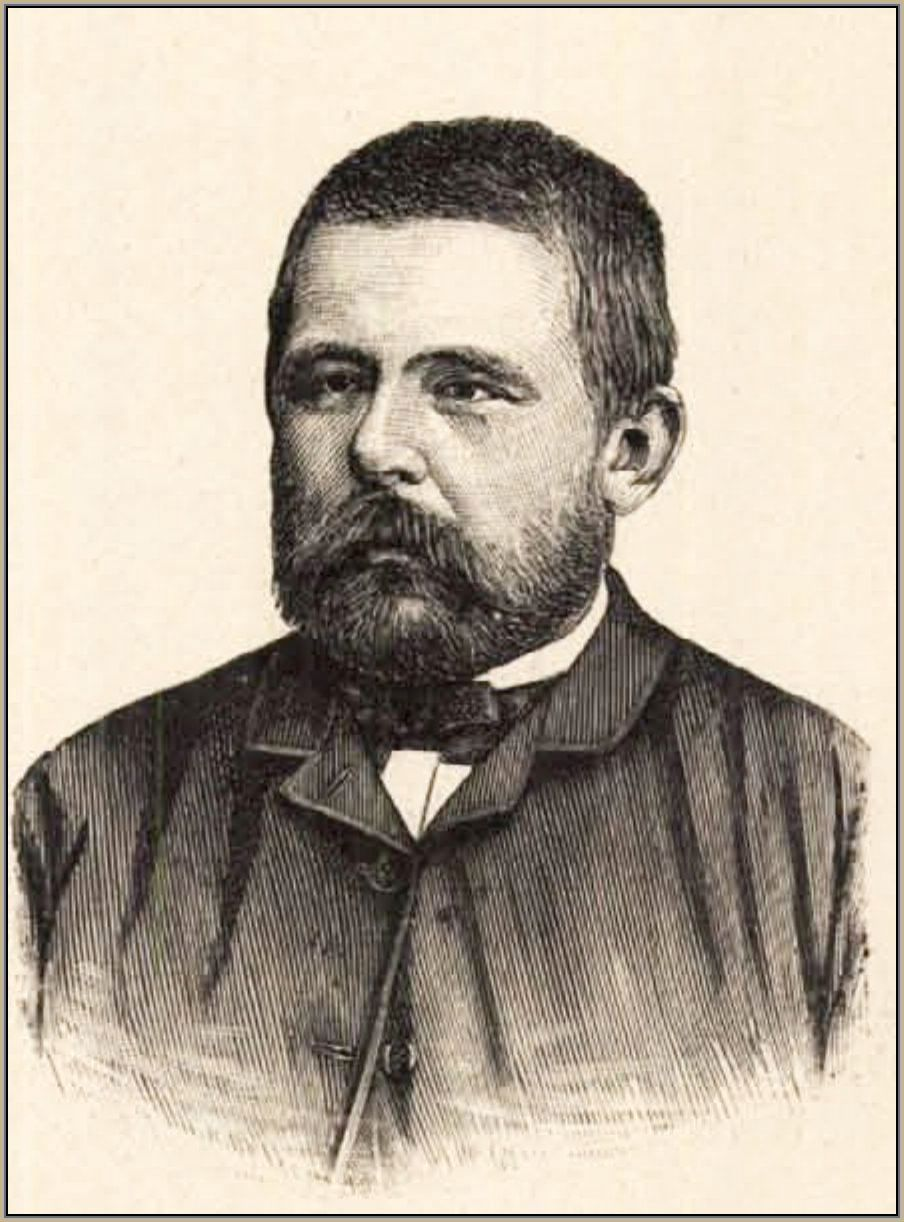
Endre György (1888)

Endre György (* 18. März 1848 in Huszt, Komitat Máramaros; † 15. Januar 1927 in Budapest) war ein ungarischer Politiker, wirtschaftswissenschaftlicher Schriftsteller und Ackerbauminister. Er war Mitglied der Ungarischen Akademie der Wissenschaften.

## Leben
György studierte in Debrecen und Pest Jura und war ab 1870 in der Eisenbahn-Sektion des k.u. Ministeriums für öffentliche Arbeit und Verkehr angestellt. 1878 wurde er Reichstagsabgeordneter der Liberalen Partei (Szabadelvű Párt) für den Wahlkreis Halmi im Komitat Ugocsa, den er mit einer kurzen Unterbrechung bis 1887 vertrat. Bei den nachfolgenden Wahlen wurde er Abgeordneter für den Wahlkreis Munkács im Komitat Bereg. Von 18. Juni bis 18. Oktober 1905 war er Ackerbauminister in der Beamtenregierung von Géza Fejérváry.